# Yvon Mauffret
Yvon Mauffret est un écrivain français pour la jeunesse, scénariste et journaliste né le 24 décembre 1927 à Lorient dans le Morbihan et mort à Vannes le 15 mars 2011.

## Biographie
Marin comme son père qui était capitaine dans la marine marchande, Yvon Mauffret parcourt le monde puis s'installe à Paris pour se lancer dans l'écriture.
Il publie son premier texte en 1957. Il résidait en presqu'île de Rhuys, et plus précisément à Saint-Gildas de Rhuys dont la médiathèque porte aujourd'hui son nom.

## Ouvrages
- La République du bon Dieu[2], Éditions Riveneuve, 2016
- Les Oignons de la fortune, réédition – Précédemment publié sous le titre « Une audacieuse expédition », Rageot, Coll. Cascade, 2004
- La Route de Valparaiso, Liv'Poche, Liv'Éditions, 2003
- Les Mariés du cap Horn, Liv'Poche, Liv'Éditions, 2003
- Un été entre deux feux, Rageot, Coll. Cascade, 2003
- La Mer racontée aux enfants, La Martinière jeunesse, 2002
- Au Royaume des nains, Rageot, 2000
- Prunelle, Casterman, 2000
- Trois chatons pour Zélie, Rageot, Coll. Cascade, 2000
- La Nuit des Korrigans, Liv'Éditions, 1999 (réédition)
- La Vache bleue, illustrations de Alain Gauthier, Létavia jeunesse, 1999
- Le Cheval dans la maison, Casterman, Coll. Huit et plus, 1997
- La Clé, Casterman, Coll. Huit et plus, 1995
- Au secours Mélusine, Rageot, 1994
- Le Bonzaï et le séquoïa, Epigones, 1994
- Le Secret de Grand-Grand, Bayard jeunesse, 1994
- L'Ogre des mers, Rageot, Coll. Cascade Contes, 1993
- Pour un petit chien gris, Rageot, 1993
- Au vent de la flibuste, Hatier, 1992
- Jonas le requin rose, Urtebise, 1991 et Gamma, 1993
- Une Amitié bleu outremer, Rageot, 1991
- Rhuys. Chronique d’une presqu’île, éd. Thébert, 1990
- Le cirque ne meurt jamais, Rageot, 1990
- Dodoche la limace, Rageot, 1989
- Le Jardin des enfants perdus, Milan, 1989
- Moi, Lafayette ci-devant marquis, qui, sur les rives atlantiques, combattis pour la liberté, Casterman, Coll. Moi, mémoires, 1989
- Moi, Magellan : chevalier portugais, capitaine de sa majesté le roi d’Espagne, qui voulut faire le tour du monde, Casterman, Coll. Moi, mémoires, 1988
- Mon Journal de guerre, Rageot, Coll. Cascade, 1988 et 1996
- Une Petite fée de rien du tout, Rageot, 1988
- Les Animaux de minuit, Rageot, 1987 et 1992
- Pépé la boulange, École des Loisirs, 1987 et 2001
- Un Homme à la mer, Hachette jeunesse,  Coll. Livre de poche jeunesse, 1987
- Kerguelen, amiral et corsaire, Gallimard jeunesse, 1986
- Au revoir Fénimore, Gallimard jeunesse, Coll. Folio cadet, 1984
- La Nuit des korrigans, Rageot, 1984
- Gildas de la mer, Éditions de l'amitié-G.T. Rageot, coll. Bibliothèque de l'amitié, 1983
- Chateaubriand, Duculot, 1982
- Une audacieuse expédition, Rageot, 1982
- Pour un petit chien gris, illustrations Françoise Boudignon, couverture: Vloo-Méry, Éditions de l'Amitié-G.T. Rageot, coll. Bibliothèque de l'amitié, no 153, 1981
- Petites ruses et souris vertes, Éditions de l'amitié-G.T. Rageot, coll. Ma première amitié, 1980
- Si tu t'appelles Mathieu, G.P., 1980
- Si tu t'appelles Nicolas, G.P., 1980
- Les Naufragés de Douarnenez, Éditions de l'amitié-G.T. Rageot, coll. Bibliothèque de l'amitié, 1979
- Heidi et la chèvre perdue, G.P., 1979
- Heidi et l’Edelweiss, G.P., 1979
- Benoît chez les Blubulles, Éditions de l'amitié-G.T. Rageot, coll. Ma première amitié, 1979
- Virginie marmitonne, G.P., 1978
- Virginie manifeste, G.P., 1978
- Deux frères dans la tempête, G.P., 1978 et Liv'Éditions, 2001
- Belle-Île, Houat et Hœdic, éditions Ouest France, 1978
- Virginie fait du kart, G.P., 1977
- Virginie à mal aux dents, G.P., 1977
- Le Golfe du Morbihan, éditions Ouest France, 1977
- La Presqu’île de Rhuys, éditions Ouest France, 1977
- Les Demoiselles de l’île Feydeau, ill. Annie Beynel, Éditions G. P., Bibliothèque Rouge et Or Souveraine no 346, 1977; rééd., ill. Marc Le Faucheur, Liv'Éditions, coll. Létavia Jeunesse, 1996
- Virginie sous la pluie, G.P., 1976
- Virginie et Bistingo, G.P., 1976
- Goulven, ill. Annie-Claude Martin, Éditions G. P., Coll. Olympic, 1976; rééd., ill. Jean Reschofsky, Bibliothèque Rouge et Or Souveraine no 361, 1978; rééd., ill. Michel Solliec, Liv'Éditions, coll. Létavia Jeunesse, 1998
- 'Le Jardin de Virginie, G.P., 1975
- Virginie déménage, G.P., 1975
- Le Chemin du large, G.P., 1975
- Agathe au bois dormant, G.P., 1975
- Quisifrott le hérisson voyageur, G.P., 1974
- Le Mousse du bateau perdu, Éditions de l'amitié-G.T. Rageot, coll. Bibliothèque de l'amitié, no 94, 1973, 1981, 1990 et 1993
- La Maison dans l’île, G.P., 1972
- Gildas de Rhuys, moine celtique, Beauchesne, 1972
- Bernard l’ermite change de maison, G.P., 1972
- Le Petit Manège de Tonton Léonard, G.P., 1971
- La Presqu’île de Rhuys, Le Bateau qui vire, 1970
- Pilotin du cap Horn, G.P., 1970 et Milan, 1988
- Le Manoir en péril, G.P., 1970
- Ana et l’Albatros, Max Eschig, 1970
- Rencontre à Rio, Éditions de l'amitié-G.T. Rageot, coll. Bibliothèque de l'amitié, 1969
- L’Étang des quatre saisons, G.P., 1969
- Marina ou le temps d’un été, G.P., 1968
- Le Trésor du menhir, Éditions de l'Amitié-G.T. Rageot, coll. Bibliothèque de l'amitié, 1967, 1982 et 1992
- Les Enfants du sémaphore, Lisette, 1965
- Le Drame de Pousse au Large, Lisette, 1965
- Les Arbres, Éditions musicales transatlantiques, 1965
- SOS Tubarao, S.P.E.S., 1964
- Le Secret du grand mur, G.P., 1964
- La Nuit foudroyée, éditions Choudens, 1964
- L’Enfant des profondeurs, Mercure de France, 1962
- Trémeur, fils de Tréphine, Galic, 1961
- La Belle Amarante, G.P., 1961
- Souviens-toi Jonathan, G.P., 1960
- Tréphine aux milles mers, Galic, 1960
- Tante Berthe prend sa revanche, Plon, 1960
- Bouli et Barbu, Fleurus, 1959 et G.P., 1973
- Pimprenelle antiquaire, Plon, 1958
- Capitaine Juliette, Plon, 1957

## Récompenses
- Prix Bernard Versele 1997 : Label Chouette pour La Clé[3]
- Prix du Salon du livre maritime 1998 : Prix Jeunesse Gabier pour Goulven[4]
- Prix Chronos 1999 : pour Goulven[5]